# جم فلک
جم فلک (انگلیسی: Cem Felek؛ زادهٔ ۱۲ مهٔ ۱۹۹۶) بازیکن فوتبال اهل ترکیه است.
از باشگاه‌هایی که در آن بازی کرده‌است می‌توان به باشگاه فوتبال بوخوم اشاره کرد.
وی همچنین در تیم‌های ملی فوتبال جوانان ترکیه، زیر ۱۷ سال جمهوری آذربایجان، و زیر ۱۹ سال جمهوری آذربایجان بازی کرده‌است.